# Franc malgache
Pour les articles homonymes, voir franc.
Le franc malgache, appelé simplement franc lorsqu'il n'y a pas ambiguïté (en abrégé Fmg ; code ISO 4217 MGF), est une ancienne unité monétaire de la Madagascar. Il succède au franc CFA, unité monétaire commune des anciennes colonies françaises d'Afrique, et est remplacé, le 1er août août 2003, par l’Ariary, au taux de 5 MGF = 1 Ariary.

## Historique

### Genèse du franc malagasy

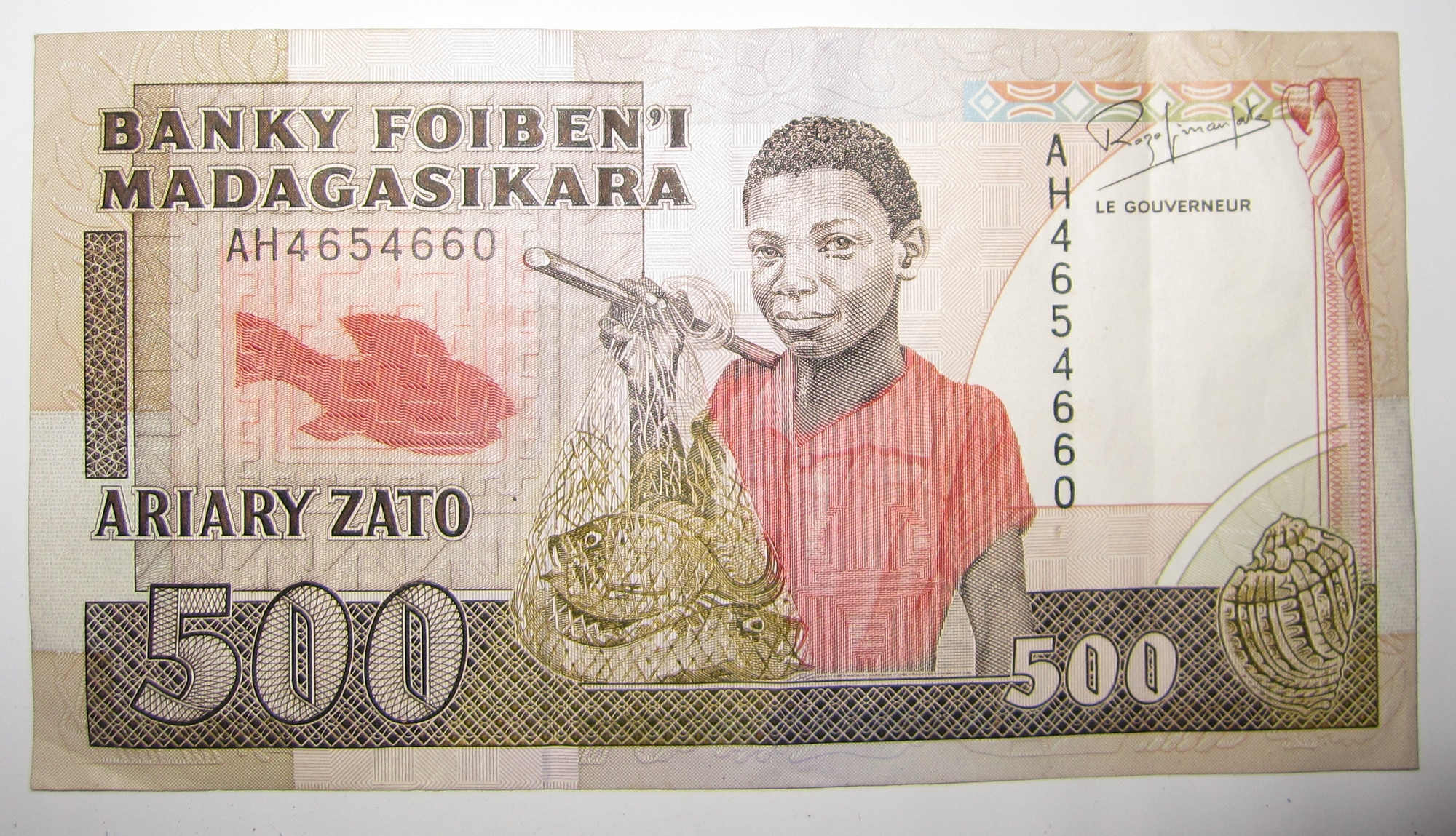
Ancien billet de banque malgache de 100 ariary ou 500 francs (série 1988).

L'imposition du pouvoir colonial à partir de juillet 1896, à l'initiative de Hippolyte Laroche, fait que la monnaie locale, l'ariary, est remplacée par le franc français ; le système décimal est imposé. Durant la Première Guerre mondiale, une pénurie de numéraire entraine la frappe et la fabrication de monnaies de nécessité, par exemple des timbre-monnaies. La Banque de Madagascar est fondée en 1925 mais le franc français continue de circuler dans l'île. La Banque émet cependant des coupures de 5, 10, 20, 50, 100 et 1 000 francs. En 1943, la France libre fait frapper par la Monnaie de Prétoria deux pièces en bronze, de 50 centimes et 1 franc. Le franc de Madagascar et des Comores est créé le 26 décembre 1945, aligné sur le franc CFA (XMCF[Quoi ?]), au taux de 1,7 pour 1 franc français, taux qui passe à 2 F en 1948 (soit 0,02 centime en 1958). En 1948, deux pièces en aluminium de 1 et 2 francs sont frappées, suivies en 1953 par des pièces de 5 francs en aluminium, et de 10 et 20 francs en aluminium-bronze. Après l'indépendance, c'est l'Institut d'émission malgache qui prend en charge l'émission de monnaie au 31 décembre 1961. Le franc malgache, ou plus exactement « malagasy » (ISO 4217 : MGF) est créé le 1er juillet 1963 au taux inchangé de 1 franc français = 50 MGF.

### Déclin progressif et passage à l'ariary

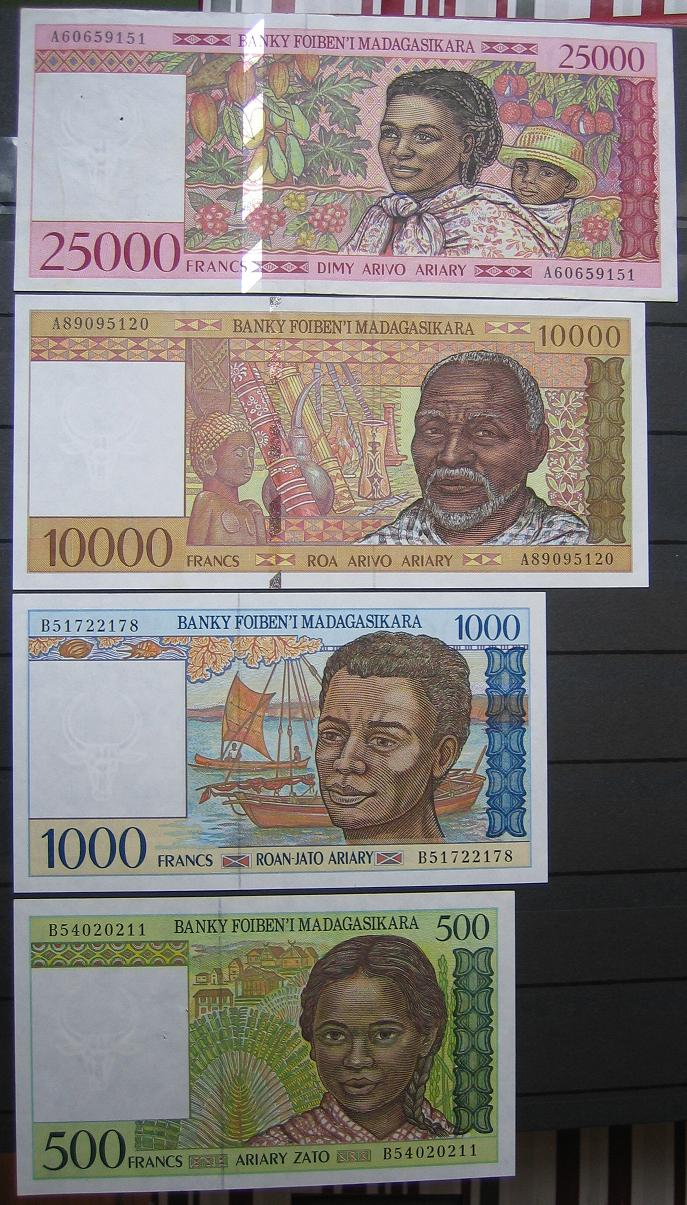
Derniers billets exprimés en franc malagasy, recto (série 1994-1998).

Entre 1961 et 1966, l'ariary est officiellement réintroduit dans le système de comptage et sur le numéraire : pièces et billets affichent une double valeur, l'une en franc malagasy (écrite « franc ») et l'autre, en iraimbilanja (litt. : « fer poids ») et ariary. Le taux d'équivalence est de 1 ariary = 5 MGF et 1 MGF = 1 iraimbilanja. En 1972, le franc malagasy quitte le système du franc CFA et l'année suivante la monnaie est déclarée inconvertible. En 1974, la Banque centrale de Madagascar (Banky Foiben'i Madagasikara) devient la seule instance émettrice. La monnaie commence, à partir de 1982, à décrocher de son ancienne parité et est plusieurs fois dévaluée. En 1994, le franc malagasy devient une monnaie flottante et le cours au change était de 1 FRF = 777 MGF.
Lors de la deuxième semaine du mois de juin 2003, l'assemblée nationale vote l'adoption de la nouvelle unité monétaire : l'ariary sur une proposition du président Marc Ravalomanana, dans le but, notamment, de s'affranchir un peu plus de l'empreinte coloniale française passée. Ainsi l'ariary redevient la seule officielle pour désigner la monnaie de Madagascar. Les nouveaux billets de banque sont mis en circulation à partir du 1er août 2003 et la coexistence des deux monnaies perdure jusqu'en 2004.

## Pièces et billets

### Pièces de monnaie
De 1896 et jusqu'à la Seconde Guerre mondiale, les pièces de monnaie en circulation étaient les mêmes qu'en France, bien qu'avant 1896 des écus de 5 francs circulaient déjà avec d'autres monnaies d'argent. En 1943, lorsque Madagascar fut libérée, des pièces de 50 centimes et 1 franc arborant une croix de Lorraine ont été mises en circulation, puis à la suite de la création du franc CFA en 1945 des pièces de 1, 2, 5, 10 et 20 francs ont été introduites à partir de 1948. Ces cinq dernières monnaies sont aussi appelées pièces de « l'Union Française » en référence à l'avers commun à plusieurs Colonies Françaises de l'époque (Comores, la Réunion, Cameroun, Togo,  AOF, AEF, Côte Française des Somalis, St-Pierre-et-Miquelon). Ces pièces ont également la particularité d'avoir les mêmes caractéristiques (métal, poids, diamètre) que les pièces circulant en France et à Monaco à la même époque.
| Illustration Avers/Revers | Valeur Faciale | Description                                                         | Description                           | Caractéristiques techniques | Caractéristiques techniques | Caractéristiques techniques | Caractéristiques techniques | Mise en circulation | Tirage     | Commentaires                                                                                               |
| Illustration Avers/Revers | Valeur Faciale | Avers                                                               | Revers                                | Métal                       | Poids en gramme             | Diamètre en millimètres     | Tranche                     | Mise en circulation | Tirage     | Commentaires                                                                                               |
| ------------------------- | -------------- | ------------------------------------------------------------------- | ------------------------------------- | --------------------------- | --------------------------- | --------------------------- | --------------------------- | ------------------- | ---------- | --- |
|                           | 50 centimes    | Coq                                                                 | Croix de Lorraine                     | bronze                      | 2,8                         | 20                          | lisse                       | 1943                | 4 000 000  | frappées à Prétoria                                                                                        |
|                           | 1 franc        | Coq                                                                 | Croix de Lorraine                     | bronze                      | 5,5                         | 25                          | lisse                       | 1943                | 5 000 000  | frappées à Prétoria                                                                                        |
|                           | 1 franc        | Marianne de profil (commun aux autres monnaies de l'Union Français) | trois têtes de zébus                  | aluminium                   | 1,3                         | 23                          | lisse                       | 1948                | 10 000 000 | frappées en France                                                                                         |
|                           | 2 francs       | Marianne de profil (commun aux autres monnaies de l'Union Français) | trois têtes de zébus                  | aluminium                   | 2,2                         | 27                          | lisse                       | 1948                | 10 000 000 | frappées en France                                                                                         |
|                           | 5 francs       | Marianne de profil (commun aux autres monnaies de l'Union Français) | trois têtes de zébus                  | aluminium                   | 3,5                         | 31                          | lisse                       | 1953                | 30 012 000 | ces pièces frappées en France, remplacent les billets de mêmes valeurs mis en circulation à partir de 1926 |
|                           | 10 francs      | Marianne de profil (commun aux autres monnaies de l'Union Français) | carte de Madagascar et cornes de zébu | bronze-aluminuim            | 3                           | 20                          | lisse                       | 1953                | 25 000 000 | ces pièces frappées en France, remplacent les billets de mêmes valeurs mis en circulation à partir de 1926 |
|                           | 20 francs      | Marianne de profil (commun aux autres monnaies de l'Union Français) | carte de Madagascar et cornes de zébu | bronze-aluminuim            | 4                           | 23                          | lisse                       | 1953                | 15 000 000 | ces pièces frappées en France, remplacent les billets de mêmes valeurs mis en circulation à partir de 1926 |